# سرخ‌پرک کاردینال
سرخ‌پرک کاردینال (نام علمی: Quelea cardinals) نام یک گونه از سرده سرخ‌پرک است.